# Géraldine Robert
Géraldine Robert Yema (Port-Gentil, 26 giugno 1980) è un'ex cestista gabonese con cittadinanza francese.

## Carriera

### Club
Ala grande di eccezionali dote atletiche, attorno ai 18 anni Geraldine Robert lascia il Gabon e si trasferisce in Francia.
Si trasferisce in seguito in Gran Bretagna dove smette di giocare a basket e termina gli studi.
Riprende a giocare ad alti livelli nel 2004-05 con le Rhondda Rebels, formazione gallese che disputa la FIBA Cup. Con le gallesi risulta essere la MVP del campionato britannico, con più di 27 punti di media a partita.
La stagione seguente ritorna in Francia, nel Racing Club di Strasburgo, formazione che milita nel massimo campionato francese. La stagione è drammatica per le alsaziane che retrocedono dopo aver vinto una sola partita.
Nonostante la retrocessione Geraldine Robert però si mette in mostra e l'anno seguente si trasferisce a Villeneuve-d'Ascq, sempre nella massima divisione francese, dove conquista il terzo posto nella stagione 2006-07. Resta quindi nella formazione transalpina, mettendosi in mostra come una delle migliori realizzatrici e rimbalziste del campionato francese, fino al termine della stagione 2008-09, quando si trasferisce in Italia al Club Atletico Faenza.